# ILLIAC I

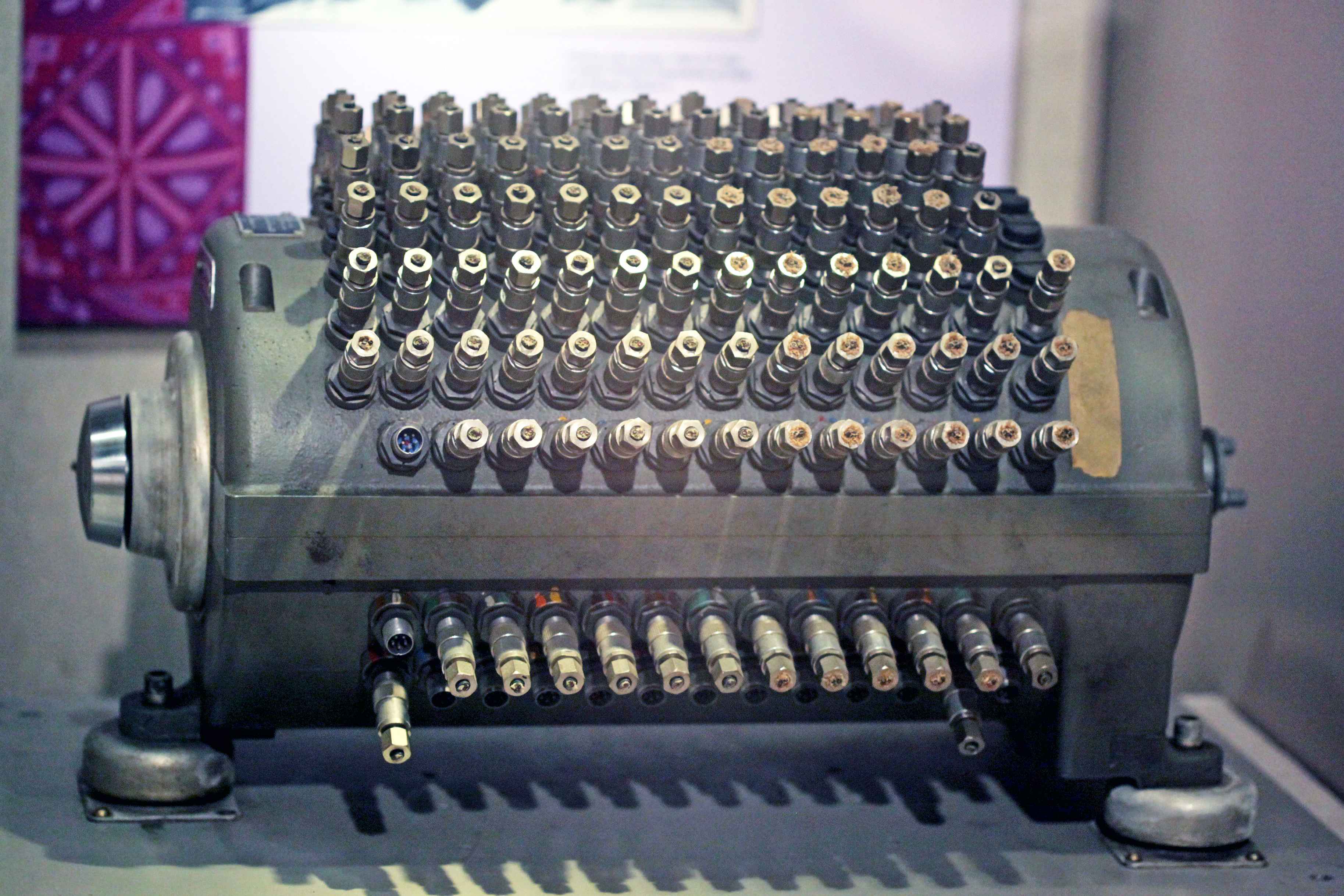
ILLIAC I のメモリドラム

ILLIAC I（イリアック・ワン、英: Illinois Automatic Computer、イリノイ自動計算機）は、イリノイ大学で1952年に開発された初期のコンピュータであり、教育研究機関が自前で開発して所有した最初のコンピュータでもある。
ILLIAC I はプリンストン高等研究所（IAS）の数学者ジョン・フォン・ノイマンが編集したノイマン・アーキテクチャーに基づいている。当時の他のコンピュータとは異なり、ILLIAC I と ORDVACコンピュータは完全互換性があり、同じソフトウェアが動作した。約 2800本の真空管で構成され、大きさは長さ3m、幅0.6m、高さ2.6m、重さは4.5tである。ILLIAC Iは当時としては非常に高性能で、1956年のベル研究所に存在した全コンピュータの能力を合わせても、1台の ILLIAC I に敵わなかった。
真空管の寿命は約1年で、概算すると1日数本の真空管がダメになる勘定である。そのため、予防的保守としてマシンを毎日シャットダウンし、怪しい真空管をその時に交換する、という運用がされていた。マシンは ILLIAC II が使用可能になった 1962年に現役を退いた。

## ILLIAC Iでの成果
- 1955年、Lejaren Hiller と Leonard Isaacson は ILLIAC I を使って「イリアック組曲」という曲を作曲している。これはコンピュータを使って音楽を作った初期の例である。
- 1957年、イリノイ大学の数学者ドナルド・ギリースと物理学者ジェームズ・シュナイダーと天文学者ジョージ・マクビッティ、S.P.ワイアット、イワン・キング、ジョージ・スウェンソンは、ILLIAC I を使用して人工衛星スプートニク1号の軌道を打ち上げから二日以内に計算した。
- 1960年、コンピュータ支援教育システム PLATO が構築された。

## 注
1. ↑  熱衝撃などのことを考えれば、安定動作の面だけから考えれば、このようなコンピュータは稼働させっぱなしのほうが良い可能性があり、毎日のシャットダウンによるON-OFFサイクルはマシンに負担であった可能性もある（例えば、しばしば言及されるENIACの「真空管の故障」は、実のところON-OFFサイクルによって起きていたという）。